# 율포초등학교
율포초등학교(栗浦初等學校)는 대한민국 경기도 평택시에 있는 공립 초등학교이다.

## 학교 연혁
- 2023년 9월 1일: 개교. 초대 나길수 교장 취임.
- 2024년 1월 4일: 율포초등학교 1회 졸업식. (졸업생 8명)
- 2024년 3월 1일: 초등 25학급(일반학급 24, 특수학급 1) 및 유치원 7학급 편성(일반학급 6, 특수학급 1)